# Ralf Schumann (Politiker)

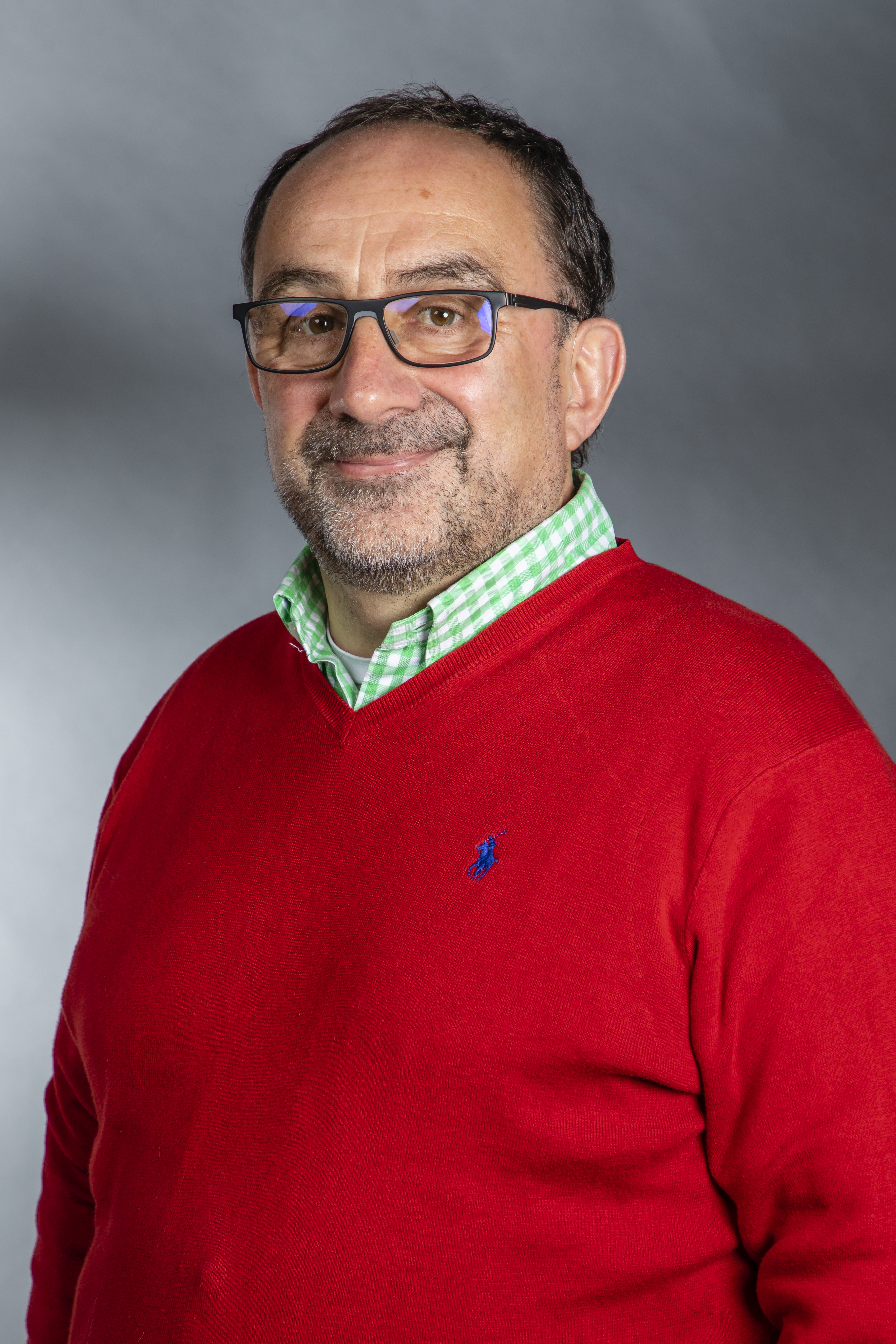
Ralf Schumann (2019)

Ralf Schumann (* 23. Mai 1956 in Hamburg) ist ein deutscher Politiker der Partei Die Linke. Er war von 2019 bis 2023 Mitglied der Bremischen Bürgerschaft.

## Biografie

### Familie, Ausbildung und Beruf
Schumann wuchs in Hamburg als siebentes Kind einer Arbeiterfamilie auf. Er absolvierte eine Ausbildung zum Groß- und Außenhandelskaufmann und danach erwarb er über den zweiten Bildungsweg die Fachhochschulreife. Von 1978 bis 1981 war er beim Unternehmen Neue Heimat tätig und arbeitete ab 1981 in Bremen beim Unternehmen Neue Heimat Bremen und später bei der Gewoba. Von 2003 bis 2008 war er Geschäftsführer der Projektgesellschaft für den Stadtumbau in Osterholz-Tenever. Er war seit 1998 Abteilungsleiter bei der Gewoba. 2020 schied er  altersbedingt aus.
Er ist verheiratet und hat ein Kind.

### Politik
Schumann wurde Mitglied der Linken. 
Ab der Bürgerschaftswahl in Bremen 2019 war er Abgeordneter in der Bürgerschaft Bremen. Hier war er Mitglied im Rechtsausschuss. Für seine Fraktion war er Sprecher für Bauen, Wohnen, Stadtentwicklung, Recht/Justiz und Verkehr. Zur Bürgerschaftswahl in Bremen 2023 kandidierte er nicht mehr und schied aus der Bürgerschaft aus.

### Weitere Mitgliedschaften
- Seit um 1978 Mitglied bei der Gewerkschaft ver.di (vormals bei der HBV)
- Zeitweise Mitglied des DGB-Kreisvorstandes